# Panilla oxyprora
Panilla oxyprora är en fjärilsart som beskrevs av Fletcher 1957. Panilla oxyprora ingår i släktet Panilla och familjen nattflyn. Inga underarter finns listade i Catalogue of Life.